# Barykada Wolności (pismo)
Barykada Wolności – konspiracyjny tygodnik (dwutygodnik) socjalistyczny.

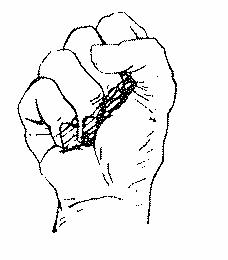
Znak Barykady Wolności występujący w piśmie "Barykada Wolności"

Pismo Polskich Socjalistów 1940 – 1942. Ukazywało się od marca 1940 z podtytułem "Organ Socjalistów Polskich". Od nr 65 (wrzesień 1941) z podtytułem "Tygodnik Polskich Socjalistów", od nr 78 "Dwutygodnik Polityczny Polskich Socjalistów". Początkowo powielane a następnie drukowane. Nakład od 500 do 2000 egzemplarzy.
Od grudnia 1941 do grudnia 1942 wychodził dodatek informacyjny dla Warszawy, redagowany przez Stanisława Chudobę w nakładzie 600 egzemplarzy.
Pismo ukazywało się do kwietnia 1942 r. jego kontynuacją był "Robotnik" Polskich Socjalistów.
Redakcja: Józef Kretkowski, Ludwik Winterok, Andrzej Tuwim, Stanisław Chudoba.
Współpracownicy: Jan Cynarski-Krzesławski, Alfred Jarecki, Jerzy Walter, Adam Próchnik, Henryk Wachowicz, Leszek Raabe, Stanisław Płoski, Jan Mulak.
Technika: Konstanty Jagiełło, Andrzej Tuwim, Roman Olszyna, Mieczysław Klimowski. Kolportaż: Władysław Pisarek.
Od września do listopada 1940 r. wychodziła równolegle "Barykada Wolności" (tzw. niebieska z uwagi na kolor papieru) wydawana przez rozłamowców z grupy "Barykada Wolności". Pismo to wydawali: Andrzej Tuwim, Jerzy Walter, Ilia Genachow, Mieczysław Ferszt.
Pismo RPPS i PPS Osóbki-Morawskiego 1944.
Tytuł "Barykada Wolności" nosiło pismo "Tygodnik Polityczny Robotniczej Partii Polskich Socjalistów". Wychodził w Warszawie od maja do czerwca 1944 r. Wydrukowany przez PPR. Redakcja: Michał Szyszko, Aleksander Żaruk-Michalski, kolportaż Krystyna Strusińska. Pismo wydano również we wrześniu 1944 r. w Lublinie jako organ "lubelskiej" PPS. Początkowo jako jednodniówkę Komitetu Organizacyjnego PPS z okazji Konferencji PPS w Lublinie w dniach 10 i 11 września 1944 roku, następnie jako regularne pismo
(od listopada zastąpił go "Robotnik").